# Чехословакия на Сурдлимпийских играх
Чехословакия участвовала в летних Сурдлимпийских играх с 1928 года до 1993 года, в зимних Сурдлимпийских играх — только два раза, в 1949 и 1991 годах (на зимних Играх медалей не выигрывали).
После разделения Чехословакии на Чехию и Словакию начиная с 1 января 1993 года, Чехия и Словакия послали на летние Игры 1993 две отдельные команды — команду Чехии и команду Чехословакии (в составе которой выступали словацкие спортсмены).

## Медальный зачёт

### Медали летних Сурдлимпийских игр
| Год  | Золото | Серебро | Бронза | Всего |
| 1928 | 0      | 1       | 0      | 1     |
| 1931 | 0      | 0       | 1      | 1     |
| 1949 | 0      | 0       | 2      | 2     |
| 1957 | 2      | 2       | 2      | 6     |
| 1961 | 1      | 1       | 3      | 5     |
| 1969 | 0      | 2       | 1      | 3     |
| 1993 | 0      | 1       | 0      | 1     |